# Michał Gabras
Michał Gabras (grec. Μιχαήλ Γαβρᾶς, ok. 1290, zm. po 1350) – bizantyński pisarz i urzędnik. 

## Życiorys
Był skrybą w kancelarii cesarskiej. Znany jest ze swojej obfitej korespondencji. Obejmuje ona 111 listów z okresu 1305–1341. Ich adresatami są w większości wybitne postacie życia politycznego i literackiego jego czasów. Jego bratem był Jan Gabras, autor traktatu przeciwko Grzegorzowi Palamasowi. 